# NGC 1187
NGC 1187 é uma galáxia espiral barrada (SBc) localizada na direcção da constelação de Eridanus. Possui uma declinação de -22° 52' 02" e uma ascensão recta de 3 horas, 02 minutos e 37,6 segundos.
A galáxia NGC 1187 foi descoberta em 9 de Dezembro de 1784 por William Herschel.